# Escola Avery Coonley
A Avery Coonley School (ACS), comumente chamada de Avery Coonley, é uma escola diurna independente e coeducacional que atende alunos academicamente superdotados da pré-escola até a oitava série (aproximadamente de 3 a 14 anos) e está localizada em Downers Grove, DuPage County, Illinois . A escola foi fundada em 1906 para promover as teorias educacionais progressivas desenvolvidas por John Dewey e outros filósofos da virada do século 20, e foi um modelo reconhecido nacionalmente para a educação progressiva até a década de 1940. De 1943 a 1965, Avery Coonley fez parte do National College of Education (atual National Louis University ), servindo como um laboratório vivo para treinamento de professores e pesquisa educacional. Na década de 1960, a ACS tornou-se um centro regional de pesquisa e um centro de liderança para escolas independentes e começou a se concentrar na educação dos superdotados.
A escola ocupou várias estruturas em sua história, incluindo uma pequena cabana em Coonley Estate em Riverside, Illinois, e outro prédio projetado por Frank Lloyd Wright . Mudou-se para Downers Grove em 1916 e tornou-se a Avery Coonley School em 1929, com um novo 10.45 acres (4.23 ha) campus projetado nos estilos Prairie e Arts and Crafts, com paisagismo de Jens Jensen, conhecido como "reitor dos arquitetos paisagistas do mundo". O campus foi ampliado várias vezes desde a década de 1980 para criar mais espaço para artes, tecnologia e salas de aula. Avery Coonley foi adicionado ao Registro Nacional de Lugares Históricos em 2007, citando a "influência duradoura nas escolas de todo o país" do programa educacional e do projeto do edifício e terrenos.
O legado progressista ainda é evidente no currículo moderno, que mantém muitas tradições e atividades educacionais que remontam ao início da escola. Os alunos trabalham no mínimo um ano acima do nível de sua série atual e exploram temas amplos, permitindo que aprendam em todas as disciplinas e se envolvam em projetos criativos e colaborativos, usando extensivamente a tecnologia instrucional. Oportunidades para desenvolver os estudos em sala de aula são oferecidas por meio de uma série de atividades extracurriculares. A admissão é competitiva e uma pontuação de QI de pelo menos 124 é necessária. ACS é notável por seu histórico de sucesso em competições acadêmicas nos níveis estadual e nacional em matemática, ciências, geografia e outras disciplinas. A ACS foi reconhecida como Blue Ribbon School pelo Departamento de Educação dos Estados Unidos em 1988. Avery Coonley atraiu a atenção da mídia nacional em 1994, quando a escola foi proibida de competir na Feira de Ciências do Estado de Illinois, após vencer pelo quarto ano consecutivo. Embora a decisão tenha sido posteriormente revertida, a polêmica foi denunciada pela imprensa como um exemplo do "emburrecimento" da educação e da vitória da auto-estima sobre a excelência nas escolas.